# Maysoun Douas Maadi
Maysoun Douas Maadi (Granada, c. 1982-83) és una física, emprenedora i política, regidora a l'Ajuntament de Madrid des de 2019 dins del grup municipal de Més Madrid.
Nascuda a Granada, filla de dos estudiants marroquins que es van conèixer a la ciutat andalusa (el seu pare va acabar treballant com a professor de matemàtiques a Madrid i es va dedicar també a la integració dels menors musulmans), es va doctorar en Física per la Universitat Autònoma de Madrid (UAM), amb la lectura el 2013 d'Estudio numérico de la propagación de la luz a través de agua nanoconfinada, una tesi doctoral dirigida per Manuel Ignacio Marqués Ponce i Pedro Amalio Serena Domingo.
Fundadora d'Excellenting, una plataforma digital creada per posar en contacte a científics amb inversors, va treballar també com a relacions públiques a La N@ve de Villaverde, un espai municipal a Madrid dedicat a l'organització d'activitats relacionades amb les start-ups i la innovació. Musulmana i feminista, va participar també en Horizon 2020 i a la fundació internacional Al Sharq Youth, dedicada a l'empoderament dels joves.
Es va presentar al número 12 de la llista de Més Madrid per a les eleccions municipals de maig 2019 a Madrid encapçalada per Manuela Carmena. Va ser elegida regidora de l'Ajuntament de Madrid.